# Гонсалес де Мендоса, Педро
Пе́дро Гонса́лес де Мендо́са (исп. Pedro González de Mendoza, 3 мая 1428, Гвадалахара — 11 января 1495, Гвадалахара) — глава испанской церкви в правление католических королей, с 1482 по 1495 годы (между Каррильо и Хименесом). Прозванный «великим кардиналом», Мендоса принадлежал к когорте примасов Испании, которых за влияние в католическом мире называли «малыми папами».

## Биография
Род Мендоса, к которому принадлежал кардинал, славился своей безоговорочной верностью кастильским монархам. Отцом Педро был влиятельный маркиз де Сантильяна; его старший брат был в 1475 году пожалован титулом герцога Инфантадо. В 1452 году получил назначение епископом Калаорры, в 1468 году переведён на кафедру Сигуэнсы и Гвадалахары (родной город кардинала и ядро владений рода Мендоса).
Чувствуя, как ускользает от него власть после Авильского фарса, король Энрике IV сделал ставку на Педро Гонсалеса. Все три кастильских архиепископа тогда выступали за низложение короля. Мендоса же во второй битве при Ольмеде (1467) сражался на стороне короля; тогда он был ранен в руку. В 1473 году король добился назначения верного ему епископа главой Севильской архиепархии с титулом кардинала. В том же году Мендоса стал королевским канцлером.
В следующем году Энрике умер, и началась война за кастильское наследство между сторонниками его дочери Хуаны и сестры Изабеллы. Кардинал Мендоса примкнул к партии Изабеллы, находился при ней во время битвы при Торо (1476) и за свои услуги был по смерти Альфонсо Каррильо назначен архиепископом Толедо, то есть примасом Испании. 

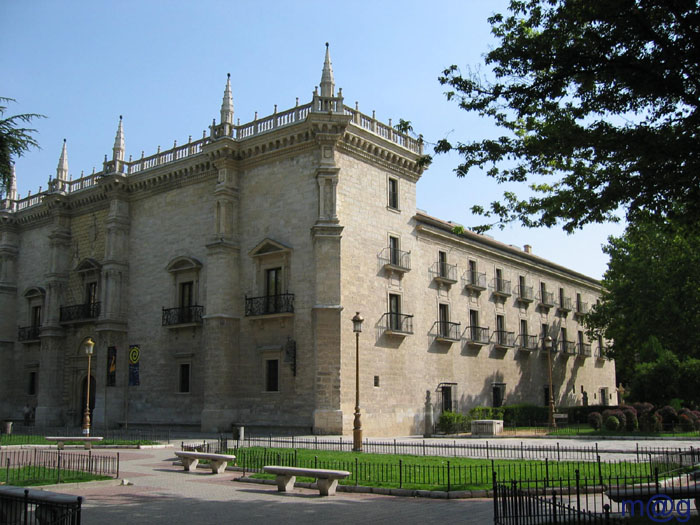
Основанная кардиналом школа Санта-Крус

«Великий кардинал» приложил руку ко всем трём великим событиям правления католических монархов — взятию Гранады, изгнанию из Испании евреев и открытию Америки. Фернандес де Овьедо пишет, что именно через Мендосу Колумб смог добиться права быть представленным королеве. Могущество кардинала было огромно. Педро Мартир, описывая правление Изабеллы и Фердинанда, назвал Мендосу «третьим королём Испании».
В 1493 году кардинал занемог и посвятил остаток своей жизни благотворительности. При нём было закончено возведение ряда крупных католических храмов, включая собор в Толедо. На собственные средства он основал в Вальядолиде школу Санта-Крус для неимущих учеников. В Толедо им был учреждён сиротский госпиталь; на его содержание кардинал Мендоса завещал 75 000 дукатов. По совету Мендосы королева Изабелла, часто навещавшая его во время болезни, определила его преемником на толедской кафедре Хименеса.
Внебрачные дети кардинала Мендосы от связи с португальской дамой Менсией де Лемуш были впоследствии узаконены. Один из них чуть не стал мужем Лукреции Борджиа, от другого происходит одноглазая принцесса Эболи. В 1625 году Саласар де Мендоса опубликовал в Толедо подробнейшую биографию кардинала (Cronica del gran cardinal Don Pedro Gonzalez de Mendoza).